# Nelson (Nebraska)
Nelson je grad u američkoj saveznoj državi Nebraska. Prema popisu stanovništva iz 2010. u njemu je živjelo 488 stanovnika.